# Kryształy metali
Kryształy metali – struktury występujące w metalach i ich stopach. Zbudowane są z kationów metalu  tworzących sieć krystaliczną, oraz pochodzących z powłok walencyjnych elektronów, które poruszają się chaotycznie w całej przestrzeni kryształu i tworzą tzw. gaz elektronowy, umożliwiający łatwy przepływ prądu elektrycznego.